# Prorsococcus acanthodus
Prorsococcus acanthodus är en insektsart som beskrevs av Williams 1985. Prorsococcus acanthodus ingår i släktet Prorsococcus och familjen ullsköldlöss. Inga underarter finns listade i Catalogue of Life.